# 1981年中華民國縣市長選舉

各縣市選舉結果：
中國國民黨
無黨籍及自由人士
不在選舉範圍內的福建省與院轄市臺北市及高雄市

1981年中華民國縣市長選舉，即地方自治以來的第九屆縣市長選舉，與1981年中華民國省市議會議員選舉同時於1981年11月14日舉行投票，選出當時臺灣省19個縣市的行政首長。投票作業於當日上午8時至下午5時在全臺各地投票所進行，全臺選舉人數8,146,010人，出席投票者5,860,222人，投票率為74.94%。
最後，在19位縣市長席次中，除了宜蘭縣、彰化縣、臺南市、屏東縣等4席由無黨籍人士取得外，其餘15席皆由中國國民黨取得。
在本屆選舉中同時舉行的省議員、市議員選舉中，出現了不少美麗島事件的辯護律師及新一代的黨外精英角逐選舉。如參選臺北市議員的陳水扁、謝長廷、林正杰；於屏東參選省議員的蘇貞昌；於宜蘭參選縣長及省議員的陳定南、游錫堃。對日後臺灣政治皆產生深遠的影響。

## 概論[1]
各縣市之縣市長選舉當選者及次高票者之名單：
| 縣／省轄市 | 當選者（登記政黨）    | 次高票者（登記政黨）  |
| ---------- | --------------------- | --------------------- |
| 臺北縣     | 林豐正（ 中國國民黨） | 陳進炮（無黨籍）      |
| 基隆市     | 張春熙（ 中國國民黨） | 張金鐘（無黨籍）      |
| 宜蘭縣     | 陳定南（無黨籍）      | 李讚成（ 中國國民黨） |
| 桃園縣     | 徐鴻志（ 中國國民黨） | 呂傳勝（無黨籍）      |
| 新竹縣     | 陳進興（ 中國國民黨） | 范振宗（無黨籍）      |
| 苗栗縣     | 謝金汀（ 中國國民黨） | 江聰仁（ 中國國民黨） |
| 臺中縣     | 陳庚金（ 中國國民黨） | 陳正中（無黨籍）      |
| 臺中市     | 林柏榕（ 中國國民黨） | 曾文坡（無黨籍）      |
| 彰化縣     | 黃石城（無黨籍）      | 陳伯村（ 中國國民黨） |
| 南投縣     | 吳敦義（ 中國國民黨） | 楊國平（無黨籍）      |
| 雲林縣     | 許文志（ 中國國民黨） | 黃蔴 （無黨籍）       |
| 嘉義縣     | 塗德錡（ 中國國民黨） | 林麗蓮（無黨籍）      |
| 臺南縣     | 楊寶發（ 中國國民黨） | 蔡四結（無黨籍）      |
| 臺南市     | 蘇南成（無黨籍）      | 王奕棋（ 中國國民黨） |
| 高雄縣     | 蔡明耀（ 中國國民黨） | 余陳月瑛（無黨籍）    |
| 屏東縣     | 邱連輝（無黨籍）      | 陳恒盛（ 中國國民黨） |
| 臺東縣     | 蔣聖愛（ 中國國民黨） | 屠耀生（ 中國國民黨） |
| 花蓮縣     | 吳水雲（ 中國國民黨） | —                     |
| 澎湖縣     | 謝有溫（ 中國國民黨） | —                     |

## 各縣市選舉結果[1]

### 臺北縣
「黨外」陣營在本屆選舉中重點支持曾任第五屆臺北縣議員、第八屆三重市長的陳進炮角逐縣長。陳進炮本身與政治派系關係不緊密，然而本屆選舉以打破國民黨包辦臺北縣政的慣例為動機，獲得黨外基於制衡而與以推薦。
| 號次 | 黨籍       | 姓名   | 得票    | 得票率 | 當選 |
| ---- | ---------- | ------ | ------- | ------ | ---- |
| 1    | 中國國民黨 | 林豐正 | 558,263 | 69.79% |      |
| 2    | 中國國民黨 | 陳化義 | 29,158  | 3.65%  |      |
| 3    | 無黨籍     | 陳進炮 | 174,715 | 21.84% |      |
| 4    | 無黨籍     | 李華京 | 37,726  | 4.72%  |      |

### 基隆市
| 號次 | 黨籍       | 姓名   | 得票   | 得票率 | 當選 |
| ---- | ---------- | ------ | ------ | ------ | ---- |
| 1    | 中國國民黨 | 張春熙 | 76,651 | 58.83% |      |
| 2    | 無黨籍     | 林培鈞 | 9,577  | 7.35%  |      |
| 3    | 無黨籍     | 張金鐘 | 44,069 | 33.82% |      |

### 宜蘭縣
自1951年實施縣長民選以來，國民黨在宜蘭縣已執政30年，出現腐化情形。由以現任縣長李鳳鳴任內風評不佳，賣官、回扣、貪汙傳言不斷。當時李鳳鳴任內的「鳳鳴橋」、「鳳鳴路」受到縣議員游耀長的批評，在基層群眾造成廣大回響。:204此外國民黨在提名階段的內鬥，也影響選情。當時國民黨內有省議員官來壽、以及曾參選省議員的陳洦汾、曾當選十大傑出青年的蘇澳鎮長王秋郎等人領表，然而時任縣黨部主委的李讚成在從基隆市黨部主委調回宜蘭縣接主委時即被視為志在縣長之位。對此李讚成則一再對外保證他不會參選，並對官來壽稱老師、老師要選我絕對不會選。結果在黨內登記截止最後五分鐘前，李讚成忽然叫黃家策幫他領表，引起全縣譁然。:205
在「黨外」陣營方面，在1981年夏天，黨外陣營即已傳出方素敏與同屬新生代的游錫堃、陳定南、張川田有意角逐省議員；而縣長則有現任縣議員游耀長、簡添榮有意角逐。:109-110當中陳定南與游錫堃、張川田相較對政治較無淵源，陳定南原為中小企業經營者，從事鞋類外銷。然而受到1979年美麗島事件以及1980年林宅血案的震撼，開始參與黨外政治活動。:1461980年周清玉在臺北參選國代，陳定南主動為周清玉募款助選。:146陳定南回到宜蘭後原先預定參選省議員，但由於黨外陣營還有包括游錫堃與張川田兩人有意參選，產生三雄不肯相讓的局面。當時國民黨在省議員提名陳洦汾跟官來壽，實力堅強。康寧祥認為黨外如果不整合，將會全盤皆墨。康寧祥來到宜蘭公開協調兩次，仍然無功而返。:316只好私下溝通，康寧祥先找陳定南表示「宜蘭選票歷來溪南、溪北，國民黨與黨外各占一半，現在你們黨外三雄都爭省議員，放棄縣長席位，黨外必然潰敗。其次你的學歷最好，財力穩定，未來前途最被看好，尤其『美麗島事件』、『林宅血案』發生後，宜蘭人的憤怒已經被激起來，如果這次你代表黨外出來拼縣長，大有可為，縱使這次失敗，下屆再出馬，宜蘭的黨外也沒人可以跟你爭。」:316最後在黃煌雄的協調下，於1981年9月27日於縣議員徐友勝家召開廣興會議，原先選在冬山鄉梅花湖附近的土雞城，但由於受到情治人員跟蹤，黃煌雄遂將地點改在距羅東鎮五分鐘車程的廣興徐友勝議員住宅。確定黨外陣營縣長及省議員的提名。:118-119最終陳定南代表黨外陣營參選宜蘭縣縣長；游錫堃參選省議員。陳定南在黃煌雄策劃下，以「打破國民黨三十年縣長專賣局面」作為口號，號召民心。:207-209而國民黨方面，則出現內鬥。當時陳洦汾與官來壽的助選員在投票前一兩天甚至爆發公開衝突。:207
當時參與文宣工作的徐惠隆，在日記下記錄了11月14日開票的情景，當時鞭炮煙硝瀰漫，助選員一個個走上台上演講並接受歡呼，說出彼此心情，高鈴鴻（宜蘭黨外知名人士）紅咚咚的臉上滿堆著笑意，邊越過人群邊說著：「倒下去了吧！騙我不懂，選久了，國民黨也會倒下去。」。:213-214
對於黨外陣營而言，當時選省議員比選縣長較容易，因此陳定南被視為犧牲打，結果陳定南在國民黨內鬥下以八千票差距擊敗中國國民黨提名的李讚成，跌破外界預料。陳定南也是宜蘭縣30年來第一位非國民黨籍的縣長，更延續宜蘭日後長達24年的黨外以至於民主進步黨成立的延續執政，直到2005年縣長選舉才由國民黨重新執政四年。
| 號次 | 黨籍       | 姓名   | 得票   | 得票率 | 當選 |
| ---- | ---------- | ------ | ------ | ------ | ---- |
| 1    | 無黨籍     | 許仁修 | 2,939  | 1.68%  |      |
| 2    | 中國國民黨 | 李讚成 | 82,117 | 46.80% |      |
| 3    | 無黨籍     | 陳定南 | 90,389 | 51.52% |      |

### 桃園縣
黨外陣營在桃園縣支持美麗島事件受難者呂秀蓮的哥哥呂傳勝角逐縣長。
| 號次 | 黨籍       | 姓名   | 得票    | 得票率 | 當選 |
| ---- | ---------- | ------ | ------- | ------ | ---- |
| 1    | 無黨籍     | 呂傳勝 | 162,567 | 38.11% |      |
| 2    | 中國國民黨 | 徐鴻志 | 255,763 | 59.95% |      |
| 3    | 無黨籍     | 李思志 | 8,272   | 1.94%  |      |

### 新竹縣
| 號次 | 黨籍       | 姓名   | 得票    | 得票率 | 當選 |
| ---- | ---------- | ------ | ------- | ------ | ---- |
| 1    | 中國國民黨 | 陳進興 | 146,768 | 55.73% |      |
| 2    | 無黨籍     | 范振宗 | 88,500  | 33.61% |      |
| 3    | 中國國民黨 | 劉榭燻 | 14,744  | 5.60%  |      |
| 4    | 無黨籍     | 蔡維邦 | 13,326  | 5.06%  |      |

### 苗栗縣
| 號次 | 黨籍       | 姓名   | 得票   | 得票率 | 當選 |
| ---- | ---------- | ------ | ------ | ------ | ---- |
| 1    | 中國國民黨 | 江聰仁 | 80,666 | 35.85% |      |
| 2    | 無黨籍     | 黃昌文 | 10,409 | 4.63%  |      |
| 3    | 無黨籍     | 張鏡明 | 22,915 | 10.19% |      |
| 4    | 中國國民黨 | 謝金汀 | 95,063 | 42.25% |      |
| 5    | 無黨籍     | 張榮顯 | 15,933 | 7.08%  |      |

### 臺中縣
| 號次 | 黨籍       | 姓名   | 得票    | 得票率 | 當選 |
| ---- | ---------- | ------ | ------- | ------ | ---- |
| 1    | 無黨籍     | 陳正中 | 169,851 | 39.77% |      |
| 2    | 中國國民黨 | 陳庚金 | 249,097 | 58.32% |      |
| 3    | 無黨籍     | 鄭炳照 | 8,171   | 1.91%  |      |

### 臺中市
隨著現任市長曾文坡的任期接近尾聲，國民黨內不少人選紛紛浮上檯面爭取下屆市長。此時最受政壇矚目的為市府主任秘書賴大農，此外雙十國中校長張廖貴洋、律師張子源也積極爭取提名。:72-73此外亦有時年超過六十歲的前市長陳端堂爭取提名。陳端堂並以「臺中的雷根」自許，勤走於臺中政壇名流間，獲林仁德、廖朝錩、詹啟源等人支持，於6月12日到國民黨市黨部領取提名登記表格，表示一定要回來。:113-120
然而由於張子源的高調，引起賴大農及張廖貴洋的極力反彈，提早展開纏鬥。:72-73而林柏榕此時則保持謙恭親和，降低其他競爭者對其的注意。結果林柏榕異軍突起獲得國民黨提名角逐市長選舉。:79
在曾文坡輕視下，以及同為黨外勢力的劉文雄加入戰局瓜分曾文坡票源，使情況對林柏榕轉為有利。加上林柏榕獲得國民黨奧援，收集到曾文坡上舞廳跳舞、以及喜歡涉足「有女侍陪酒」的新北投（事實上曾文坡從未過夜）之資料予以打擊、抹黑。:82-83最終地方勢力紛紛押注林柏榕，在國民黨支持下，林柏榕以137,174票擊敗曾文坡的六萬餘票，當選市長。
| 號次 | 黨籍       | 姓名   | 得票    | 得票率 | 當選 |
| ---- | ---------- | ------ | ------- | ------ | ---- |
| 1    | 無黨籍     | 劉文雄 | 35,544  | 14.60% |      |
| 2    | 中國國民黨 | 林柏榕 | 137,174 | 56.34% |      |
| 3    | 中國國民黨 | 謝介銘 | 7,670   | 3.15%  |      |
| 4    | 無黨籍     | 曾文坡 | 63,076  | 25.91% |      |

### 彰化縣

#### 選舉背景
本屆國民黨黨內出現高達14人爭取縣長提名，當中以柯明謀、施金協、黃文堯擁有強大地方派系作後盾，提名任何一人均難攤平其他派系，唯上述三人又各自有弱點瑕疵，易在選舉中被抓住弱點攻擊。面對黨內派系糾葛不清，國民黨中央即有了徵召人才返鄉的計畫，然而徵召計畫卻拖延達兩個月以上。結果黨中央從欲徵召趙守博，改成捨棄傳統的地方派系，意外提名了與副總統謝東閔、立委謝生富有地緣關係的省社會處秘書長陳伯村，引起輿論嘩然。自9月2日陳伯村獲提名後，地方上便三天兩頭出現不良反應。更發生三十九位實力人物聯合要求中央黨部換人、並公開推薦派系代表「報備競選」的局面。
在「四大派系」領袖三十九名聯名杯葛陳伯村之時，出現了國民黨縣黨部主委黃正雄嚴詞譴責卅九人而爆發「抬轎」風波，當時除了黃正雄譴責外，也出現「一群沉默的大專生」斥責卅九人的「興風作浪」、「破壞地方團結」。原本如果黃正雄能適時安撫這些人士，使他們有下臺的階梯，當不致使他們有顏面盡失之感。然而被視為不懂政治藝術的黃正雄卻未給予撫傷止痛，雖然後來省黨部謝副主委親自前來壓陣，但已難化解地方派系與黨部間的不滿情緒與隔閡。
由於地方上流傳陳伯村是受到謝東閔力推才獲得提名，因此地方派系將怨懟的對象指向謝東閔。由於謝東閔曾在郵包炸彈案中被炸斷一臂而裝上義肢，因此被不滿的人士以「怪手」稱之，揚言陳伯村的提名是「怪手」作怪，因此要給「怪手」好看。而彰化當地以往偏向國民黨的地方派系的反彈，也給了黨外勢力機會。
當時彰化地方派系對國民黨中央反彈，卻又不敢站出來跟國民黨中央翻臉。因此非國民黨人士的參選行情升高。:314在黨外勢力方面，則有傳統黨外勢力的黃順興以及曾參選第七屆縣長選舉的黃石城表態參選。黃石城十幾年來不斷觀察彰化政局，並經常利用時間返鄉拜訪，保持與鄉親連絡。同時出任臺北彰化同鄉會會長、也介入各大規模社團活動。黃順興為知名黨外人士；黃石城則因地方關係橫跨黨內外，遭到傳統黨外人士批評他為「假黨外」，不過康寧祥認為黃石城在1980年增額立委選舉中力挺許榮淑，又在選後創辦《深根》雜誌批判國民黨，與黨外人士也走親近。:315而黃順興雖為康寧祥老友，但在1980年增額立委選舉落敗，雖然原因跟賄選嚴重有關，但許榮淑吸走大量票源也是原因。:315最後在康寧祥協調下，黃順興在10月3日秘密協調中願意引退支持黃石城。雙方共同發表〈敬告彰化全體民眾書〉，黃順興禮讓黃石城參選。:315-31610月10日，黃順興在「生活與環境創刊集會」中宣布支持黃石城競選縣長，兩人並發表聯合聲明。

#### 選舉過程
由於陳伯村被指為「空降部隊」，又不具派系色彩。因此未有派系力量為後盾，而派系也採取表面敷衍的不合作態度。當時國民黨提名九名參選省議員，外界分析如果黨提名的省議員能與陳伯村合作，則黃石城「絕無勝算」。然而黨籍省議員候選人除謝許英外，卻幾無一人主動與陳伯村配合。甚至出現柯明謀主動與黃石城搭配競選的現象。柯明謀每當在政見會發表言論，都說「我本來是要選縣長的啦！可是沒辦法，我是黨員，國民黨非要我選省議員不可，我只好參選，這其中的原因，我想你們大家都知道！」此番言論被視為極盡挑撥分化之能事，使選民對柯氏產生同情，從而對國民黨的提名作業不滿，並遷怒於陳柏村。不僅如此，各鄉鎮區黨部也出現有少數地區黨工在輔選上採消極抵制態度，以致陳伯村的宣傳品在部分鄉鎮無法發出，甚至有堆置在民眾服務處的情事。與此形成對比的，現任無黨籍省議員洪木村，卻始終堅定支持國民黨提名的陳伯村，並積極與陳伯村搭配參選。
而現任國民黨籍縣長吳榮興被視為政績乏善可陳，也為彰化縣民帶來不滿。在地方上難得好評。黃石城陣營亦針對這點打出「國民黨提名的人選，卅年來均無良好表現」的口號，使國民黨部難以批評吳縣長的施政，又不能「宣揚」其政績。
黃石城在攻勢上除了推出「風水輪流轉，今年看黨外」的文宣外，也推出了「沉二村、浮一城」的耳語（「二村」指陳柏村及競選省議員的洪木村，當時傳聞洪木村係謝東閔義子，因此希望兩人同時落選）。

#### 選舉結果
黃石城最終以270,520票、53.57%得票率擊敗陳伯村234,488、46.43%得票率當選縣長，在田中鎮，由於國民黨籍前縣長陳時英、許宗德發揮努力，黃石城僅得約十分之一的選票（2,744票，有效票21,106票）；然而在國民黨大員辜振甫的故鄉鹿港鎮，在31,838票有效票中，陳伯村就輸了八千票（陳伯村11,495票、黃石城19,893票）；邱創煥的家鄉田尾鄉，由於謝許英的配合，陳伯村雖然贏了約七百票（陳伯村6,500票、黃石城5,808票），但在邱創煥那一村，陳伯村反而敗給黃石城，也出現了「邱部長不支持陳伯村」或「邱部長已失去對群眾影響力」的謠言；現任縣長吳榮興的家鄉溪湖鎮，陳伯村也輸了三、四千票（陳伯村8,820票、黃石城12,246票）。
在國民黨籍省議員方面，洪性榮的家鄉二林鎮，洪氏獨得一萬五千票，全部國民黨籍候選人加起來共二萬三千票，陳伯村卻不到一萬一千票（10,911票），黃石城得到13,468票；柯明謀在伸港鄉獨得6,351票，國民黨籍候選人總得票超過一萬票，陳伯村卻只得5,555票，而黃石城超過六千票（6,080票）；在埔鹽鄉，施松輝得七千多票，施金協五千多票，陳柏村卻只得6,624票，黃石城獲得8,188票。也讓國民黨籍省議員在不滿下與黃石城搭檔的「傳聞」被視為「似可印證」。
本次選舉結果使國民黨在彰化失去十二年的執政權。而黃石城並維持承諾不加入政黨。
| 1981年彰化縣縣長選舉結果                                                       | 1981年彰化縣縣長選舉結果 | 1981年彰化縣縣長選舉結果 | 1981年彰化縣縣長選舉結果 | 1981年彰化縣縣長選舉結果 | 1981年彰化縣縣長選舉結果 | 1981年彰化縣縣長選舉結果 |
| 號次                                                                           | 候選人                   | 政黨                     | 得票數                   | 得票率                   | 當選標記                 |                          |
| ------------------------------------------------------------------------------ | ------------------------ | ------------------------ | ------------------------ | ------------------------ | ------------------------ | ------------------------ |
| 1                                                                              | 陳伯村                   | 中國國民黨               | 234,488                  | 46.43%                   |                          |                          |
| 2                                                                              | 黃石城                   | 無黨籍                   | 270,520                  | 53.57%                   |                          |                          |
| 選舉人數                                                                       | 選舉人數                 | 選舉人數                 | 655,622                  | 655,622                  | 655,622                  |                          |
| 投票數                                                                         |                          |                          |                          |                          |                          |                          |
| 有效票                                                                         | 有效票                   | 有效票                   | 505,008                  | 505,008                  | 505,008                  |                          |
| 無效票                                                                         | 無效票                   | 無效票                   | 15,673                   | 15,673                   | 15,673                   |                          |
| 領取未投票                                                                     |                          |                          |                          |                          |                          |                          |
| 投票率                                                                         |                          |                          |                          |                          |                          |                          |
| 資料來源：江世凱，〈彰化縣歷屆縣長選舉軼聞〉，《臺灣文獻》第四十六卷二期，頁39 |                          |                          |                          |                          |                          |                          |

### 南投縣
國民黨南投縣黨部舉辦基層反應縣長提名人選時，由南投縣黨部委員楊國平獲得第一，現任臺北市議員吳敦義名列第八。然而最終國民黨中央提名了遠離南投家鄉的吳敦義角逐縣長。引起楊國平不滿，最後脫黨參選，成為繼張俊宏後，南投縣第二個曾任國民黨要職而脫黨的人。
楊國平在本次選舉中，獲得黨外支持。得到立委許榮淑的助選，以及張俊宏支持群眾的支持。但吳敦義最終以十三萬票當選，並於下屆在沒有對手下連任，以後平步青雲，先後出任末代官派及第一屆民選高雄市長、南投縣立法委員、中國國民黨主席等職，並官至行政院長及副總統，甚至一度有意在2020年角逐總統大位。
| 號次 | 黨籍       | 姓名   | 得票    | 得票率 | 當選 |
| ---- | ---------- | ------ | ------- | ------ | ---- |
| 1    | 無黨籍     | 楊國平 | 84,932  | 39.46% |      |
| 2    | 中國國民黨 | 吳敦義 | 130,322 | 60.54% |      |

### 雲林縣
黨外陣營原本屬意由美麗島事件軍法大審辯護律師鄭勝助角逐縣長選舉，然而鄭勝助本人對選舉並無強烈意願，表示要再觀察。經過磋商後，雲林黨外陣營決定再敦促黃蔴出馬競選。先前所以未決定請黃蔴參選，是顧慮其歷經先前縣長、國代選舉，雖然都引起轟動，但經費、精力都已消耗不少。黃蔴在第八屆縣長選舉時對林恆生造成嚴重威脅，仍以少許差距落選。1978年國代選舉勝算很大，卻因美國與中華民國政府斷交而停止。1980年競選國代時，又受到黨外陣營的蘇洪月嬌插足而失去勝利，因此雲林黨外對敦促其出馬於心不忍。
當時黨外推薦人團及雲林地方人士對蘇洪月嬌在監委選舉的表現很不滿，不想推薦她。但又顧忌她與夫婿蘇東啟在雲林的選民經營。:31710月中旬，立委許哲男表示無論如何應推舉一位候選人與許文志一較高下，因此拜訪曾任縣議員的吳光遠。吳光遠祖父是清朝秀才，叔父吳景徽曾任雲林第一、二屆縣長，任內被構陷入獄，因此棄政行醫。吳光遠本人在地方上被視為頗負眾望，唯當時意願不強。:317-318在許哲男催促之下，黨外人士與吳光遠見面，同意吳光遠是優秀人才。後來在臺中開會商討大局時，由立委康寧祥主持，許哲男、蔡昔、郭朝森等人均參加會議。會中雲林縣以蔡昔為首的黨外人士認為黃蔴教具黨外性格與知名度，在對許文志對抗中較有勝算，力勸黃蔴再度披掛上陣。:31810月在斗六吳宅會商下，吳光遠表達願意退讓，並擔任黃蔴的競選總幹事。
本屆選舉中，國民黨推出許文志參選縣長，再將陳新登安排出路後，全力對付黨外的黃蔴。最後有驚無險的過關。
| 號次 | 黨籍       | 姓名   | 得票    | 得票率 | 當選 |
| ---- | ---------- | ------ | ------- | ------ | ---- |
| 1    | 中國國民黨 | 許文志 | 157,453 | 57.24% |      |
| 2    | 無黨籍     | 黃蔴   | 117,638 | 42.76% |      |

### 嘉義縣
| 號次 | 黨籍       | 姓名   | 得票    | 得票率 | 當選 |
| ---- | ---------- | ------ | ------- | ------ | ---- |
| 1    | 中國國民黨 | 德錡   | 215,539 | 70.11% |      |
| 2    | 中國青年黨 | 吳光耀 | 17,612  | 5.73%  |      |
| 3    | 無黨籍     | 林麗蓮 | 74,270  | 24.16% |      |

### 臺南縣

#### 選舉背景
楊寶發自當選第八屆縣長後，被視為並未積極準備連任。直到1981年初，楊寶發可能接任陳時英因被提名競選監委，所遺留的國民黨中央秘書處主任一職的傳聞落空後，他對布局連任的事才轉趨積極。:76國民黨內則有上屆爭取黨內提名失敗的李雅樵捲土重來，李雅樵在上屆爭取失敗後，轉任自立晚報社社長。1978年中央民意代表選舉時，獲國民黨提名參選立委。然而卻因美國與中共建交而延期選舉。到1980年2月恢復選舉時，李雅樵拒絕出馬再選立委。1981年元月春節前夕，李雅樵在新營明確宣布要競選第九屆縣長，5月更以返鄉定居宣誓決心。:75李雅樵於6月2日辦理黨內登記。7月中旬省黨部完成初步統計作業，楊寶發以極微小差距領先李雅樵，排名第一。在7月28日省黨部主委宋時選對中央提名審核小組，針對提名人選提出建議報告時，將南縣與東、花、嘉、澎五縣列為現任縣長連任優先的建議名單，然而李雅樵也在同日接受媒體訪問時，表明決心競選臺南縣長到底，並已向自立晚報社提出辭呈。:81
8月5日，國民黨確定提名楊寶發後，支持李氏的陣營出現激化現象，在提名人選揭曉隔天，新營、麻豆、下營、佳里、學甲街頭出現了支持李雅樵的標語。主要內容有「楊寶發不要太高興！有好戲看啦」、「李雅樵站出來」、「認真出來就贏了，李雅樵」、「李雅樵你無種」、「李雅樵有種就出來競選縣長」...；至於標語上的署名則有「一群憤慨的縣民」、「鹽水鎮民」、「李雅樵死力軍」等...。由於這些標語有些甚至貼在國民黨民眾服務分社的電桿上，故令黨員十分重視；在逐級向縣、省黨部回報，並獲指示後才處理掉這些標語。:82最終在新任縣黨部主委張麗堂的拜會下，李雅樵接受轉任省府委員的安排，不出馬挑戰楊寶發。:85
1981年9月，臺南縣因艾妮絲颱風引起的「九三水災」受損嚴重，臺南縣內的曾文、烏山頭、白河水庫緊急洩洪，造成急水溪及曾文溪堤防多處潰堤，導致新營及大內兩鄉鎮積水超過兩公尺，其中新營鎮積水最嚴重的除急水溪濱的鐵線里、五興里。市區的民治路、三民路、復興路、中山路、延平路和火車站一帶都淹水；大內鄉石仔瀨村則積水高至屋頂。:89在水勢稍退之後，省主席林洋港南下勘災，縣府卻未引導林洋港到災情最嚴重的五興、鐵線里視察災情，引起部分災民強烈反彈。:899月5日晚間，楊寶發偕新營鎮長周金澤和地方民意代表前往五興、鐵線兩里慰問災民時，遭到災民的包圍責罵，表示受水圍困的兩天不見乾糧與救援。最後在鐵線派出所據報派員維持秩序，以及楊縣長一再解釋和致歉才稍息眾怒得以解圍。:89縣政府在災後的處置受到強烈批評。

#### 選舉過程
在黨外陣營方面，謝三升在國民黨提名楊寶發後，一度著手準備縣長候選人資格檢竅所需用的資料，並表示李雅樵如果不出馬競選縣長，則他一定放棄省議員，改競選縣長。:83唯謝三升最終於10月11日登記參選省議員。
原本楊寶發被視為選情穩定，然而在10月12日下午，卻出現原先默默無聞的國民黨籍的退役軍官蔡四結登記參選。蔡四結十六歲喪父，因家貧失學，1964年入伍服義務役，後升任士官，進政治作戰學校後歷任警總、臺南縣團管區等職，於1980年以中校退伍。退役後蔡四結曾登記參選監委及省議員，均被勸退。:93國民黨在勸退無效下遭到蔡氏將黨證寄回，:9310月14日蔡四結在白河鎮競選辦事處成立後獲得黨外謝三升的加油打氣。:93-94
蔡四結原先被視為對選戰影響不大，卻在臺南縣造成一股旋風。11月1日蔡氏請道士在急水溪畔作法事以超渡九三水災罹難者亡魂，在祭文中指出水災咎於主事者。楊寶發則召開記者會公開說明縣府努力，表達內心受「流言」攻擊的「委屈」。:95蔡四結以「拆四結」及「四大結合」為訴求，聲明拆開南縣十八年縣長無競選的結、拆開南縣十八年來政黨包辦的結、拆開作縣長是有錢有勢獨佔的結、拆開貧寒子弟有出頭天有出脫的結。:96楊寶發陣營則對蔡氏參選動機、退役原因及黨派屬性等個人私德攻擊。:97

#### 選舉結果
選舉結果上屆以38萬多票高票當選的楊寶發，僅獲得215,662票，只以小差距勝過蔡四結。值得一提的是，除了蔡四結本籍白河鎮以14,463票大勝楊寶發3,637票外，深受「九三水災」之苦的新營鎮，楊寶發更是以11,195票落後蔡四結的15,944票。選後楊寶發到新營謝票時，沿途沒有熱烈場面也無人放鞭炮祝賀連任，場面十分尷尬與冷清。
| 號次 | 黨籍       | 姓名   | 得票    | 得票率 | 當選 |
| ---- | ---------- | ------ | ------- | ------ | ---- |
| 1    | 中國國民黨 | 楊寶發 | 215,662 | 53.27% |      |
| 2    | 無黨籍     | 蔡四結 | 189,172 | 46.73% |      |

### 臺南市
四年前，與「黨外」陣營合作的蘇南成上任後，在市政上宣佈實施夜間辦公，獲時任行政院院長蔣經國讚揚。而任內設立的馬上辦中心等，高超辦事效率也奠定民意支持。在政治路線上一改作法與國民黨中央親近，得以跳過國民黨市黨部對其的干擾。然而蘇氏在美麗島事件中公開譴責《美麗島雜誌》成員，也使其與包括省議員蔡介雄在內的以往戰友黨外勢力關係惡化。最後蘇南成仍以「自由人士」身分參選。
由於蘇南成與國民黨中央友好，最後國民黨市黨部在本次提名上採開放參選而未提名，有市議會議長王奕棋、議員林三和、林永發參選。而由於蘇南成與黨外的惡化，也出現蔡介雄與蘇南成主要敵手王奕棋有曖昧的跡象。早在國民黨尚未確定市長人選之際，蔡介雄即表示若只有蘇南成競選市長，他就會一決雌雄。唯最終國民黨不提名市長人選，開放黨內自由競選。蔡介雄最後於10月10日登記參選省議員。在選舉中，蔡介雄對蘇南成大加批判，也被傳出傾向對蘇南成最有威脅性的王奕棋。10月底在蔡介雄辦事處舉辦的慶生會上，蔡介雄即對黨籍稱「自由人士」一詞予以揶揄，表示只要市長不投給「超級」人士，投給其他人他無所謂。
在政見發表會上，王奕棋、林永發、林三和各對蘇南成市政猛烈抨擊，包括批評其小學生不帶書包回家政策、運河出售案、殯儀館坍方案、第二家公共汽車開辦案等。:14蘇南成則一改上屆攻勢態度，採溫和態度，表示「一笑置之」，「對選民判斷力之水準充滿信心」。:14
而針對國民黨開放競選的對策，也成為質疑對象。10月8日，王奕棋在體育館政見發表會中，表示國民黨不提名是由於蘇南成勾結黨官所造成。並稱由於國民黨臺南市黨部主委孫國勛曾介紹文化大學教授陳宏昭承包如清明藝廊等工程，因此欠蘇南成人情，最後讓國民黨不提名。並稱蘇南成以前罵張麗堂勾結黨棍，如今又如何？事實上蘇是超級黨員。對此，孫國勛於9日發表公開談話，鄭重表示市長提名與否是中央權責，稱沒有內幕。並稱對涉及他個人部分「深表遺憾」。
最後蘇南成以19萬票大勝蟬聯市長，推翻了台南市長不連任的慣例。本次選舉曾傳出賄選傳聞，而蘇氏在合法選舉活動前，即開辦「民主講座」，亦曾引起質疑聲。:14連任後不久，蘇氏即於隔年（1982年）在蔣經國「欽點」下重回國民黨。
| 號次 | 黨籍       | 姓名   | 得票    | 得票率 | 當選 |
| ---- | ---------- | ------ | ------- | ------ | ---- |
| 1    | 中國國民黨 | 林三和 | 10,704  | 4.33%  |      |
| 2    | 無黨籍     | 蘇南成 | 190,588 | 77.17% |      |
| 3    | 中國國民黨 | 王奕棋 | 34,294  | 13.89% |      |
| 4    | 中國國民黨 | 林永發 | 11,391  | 4.61%  |      |

### 高雄縣
本屆選舉國民黨推出了「白派」的副議長蔡明耀角逐高雄縣長，而黨外勢力則在余登發推薦下推出省議員余陳月瑛參選。而在國民黨政府的運作下，高雄縣竟然出現增加四萬五千票有投票權公民的事件，當中鳳山市暴增三分之一選民、大寮鄉四分之一、仁武鄉更高達一半。:196而在11月14日開票日當天，直到9點30分時余陳月瑛陣營統計時仍領先蔡明耀2萬多票，縣警局副局長林添固卻到其選舉事務所說蔡明耀已經贏3千票當選了。:203而電視播報也一度中斷，直到第二天天亮也未把高雄縣長的票開出來。最後第二天報紙即報導蔡明耀以三千多票的差距擊敗余陳月瑛。:203
余登發對此戰曾評論：「要是把票顧好，就不會有這種事了。」選後他曾非常氣憤表示「國民黨怎麼可能會贏？」「他們到處開不出票來，票箱一打開，蔡明耀就輸得慘兮兮，八點多鐘，蔡明耀的競選總部熄燈關門，以為落選了，隔天天亮，蔡明耀竟以三千多票險勝...」他怪罪自己沒有做好監票工作。:108
| 號次 | 黨籍       | 姓名     | 得票    | 得票率 | 當選 |
| ---- | ---------- | -------- | ------- | ------ | ---- |
| 1    | 無黨籍     | 陳進昌   | 4,390   | 1.03%  |      |
| 2    | 無黨籍     | 余陳月瑛 | 209,109 | 49.06% |      |
| 3    | 中國國民黨 | 蔡明耀   | 212,726 | 49.91% |      |

### 屏東縣
黨外的省議員邱連輝自1977年脫黨後，成為地方上注目焦點。在本屆選舉中，最終決定投入縣長選戰。成為自第五屆縣長選舉黃振三挑戰張豐緒以來，再度出現二人以上選舉局面。當時省主席林洋港以省府委員的位置相誘，被視為循李雅樵模式。然而遭邱連輝以「乞食也要走大路」予以拒絕，被《八十年代》雜誌評為「將使國民黨的李雅樵汗顏不已的話」。
屏東縣在族群上原本福佬人及客家人比例為七比三，在傳統上，縣長必由福佬人出任，而通常由客家人出任主任秘書或機要秘書；在縣議會則是議長必為福佬人，副議長則一定是客家人。然而屏東縣從未出現客家籍縣長，也沒有一個客家人存過競選縣長之心。而邱連輝在前一年立委選舉中支持外縣市的客家人鍾榮吉，也導致他在如何消除福佬人抗拒問題上，出現難題。:70-73
本屆選舉國民黨提名福佬籍的銀行界人士陳盛。國民黨屏東縣黨部為了幫陳恒盛助選，甚至發出分化閩客關係的傳單。聲稱「客人與福佬人的比例，是六堆比二十五堆，而民主政治就是『少數服從多數，多數尊重少數』的意思，所以由福佬人做縣長，才是應該」，更稱「為了子孫的幸福，為了避免『主人變客人，客人變主人』的後果，希望大家團結，拼命維護福佬人做縣長的傳統」。陳恒盛陣營甚至把縣長之爭視為福佬香火是否能延續的決戰，在選戰後期更散發大幅傳單以斗大標題寫「維護三十年傳統，延續閩南香火！福佬鄉親要團結，團結真有力量！」，並稱「什麼是香火？香火就是一脈相傳，不能中斷的血緣，...多少年來在咱血脈中的香火，由福佬的縣長一代一代交代下來了，咱就忍心將他斷送呢？假使這束香火斷送在咱一代的手中，不但對不起千百代的祖先，更對不起億萬代的後代...」，陳恒盛陣營訴求被《縱橫》雜誌評為「比起偏狹台獨人士分化省籍關係的言論，真有過之而無不及。」陳恒盛陣營的傳單甚至批評邱連輝看不起福佬，指責邱連輝「將福佬人看作阿西」，以及「乞食趕廟公」。而陳恒盛本人和聘自臺北的助講員李勝峰在政見發表會上演講時，也一再強調客家人十分團結，閩南人也應團結支持閩南人、以及客家人在屏東縣是少數民族，怎能讓少數人領導縣政。
而在省議員方面，邱連輝與參選省議員的蘇貞昌聯合競選，蘇貞昌在美麗島事件審判中出任邱茂男的辯護律師，本屆選舉中回鄉參選省議員。邱連輝與蘇貞昌造成屏東有史以來未有的黨外風潮。當時首次出馬的蘇貞昌更以「邱連輝旋風」，獲得大量客家票高票當選。而邱連輝也成功獲得客家票、福佬票支持，甚至有「張派」國民黨員公開支持他。得以以黨外身分當選縣長，成為屏東縣首位客家縣長。
| 號次 | 黨籍       | 姓名   | 得票    | 得票率 | 當選 |
| ---- | ---------- | ------ | ------- | ------ | ---- |
| 1    | 無黨籍     | 陳榮宗 | 14,273  | 3.78%  |      |
| 2    | 無黨籍     | 林忠嘉 | 7,388   | 1.96%  |      |
| 3    | 中國國民黨 | 陳盛   | 166,168 | 43.99% |      |
| 4    | 無黨籍     | 邱連輝 | 186,925 | 49.49% |      |
| 5    | 無黨籍     | 李慶和 | 2,966   | 0.78%  |      |

### 臺東縣
現任縣長蔣聖愛在上屆縣長選舉的中獲國民黨提名，在無競爭對手情形下，以100%的得票率當選縣長。縣長任內，蔣聖愛被批評在處理人事及地方事務上皆以派系為優先，引起其他派系攻擊，也導致地方上對派系的不滿。:269本屆縣長選舉中，蔣聖愛遇到在政壇上默默無聞的計程車司機屠耀生挑戰，:269雖然最終蔣聖愛連任成功，然而在屠耀生角逐後，竟得到多數「賭爛票」，在選民人數最多的臺東市，得票數竟然領先蔣聖愛。:269
| 號次 | 黨籍       | 姓名   | 得票   | 得票率 | 當選 |
| ---- | ---------- | ------ | ------ | ------ | ---- |
| 1    | 中國國民黨 | 屠耀生 | 22,980 | 24.76% |      |
| 2    | 中國國民黨 | 蔣聖愛 | 69,813 | 75.24% |      |

### 花蓮縣
| 號次 | 黨籍       | 姓名   | 得票    | 得票率  | 當選 |
| ---- | ---------- | ------ | ------- | ------- | ---- |
| 1    | 中國國民黨 | 吳水雲 | 119,980 | 100.00% |      |

### 澎湖縣
| 號次 | 黨籍       | 姓名   | 得票   | 得票率  | 當選 |
| ---- | ---------- | ------ | ------ | ------- | ---- |
| 1    | 中國國民黨 | 謝有溫 | 33,104 | 100.00% |      |

## 脚注
1. ↑  臺灣話：a-se。「呆瓜」、「傻瓜」之意，源自西拉雅語。